# Détroit de Singapour
Pour les articles homonymes, voir Singapour (homonymie).
Le détroit de Singapour, en malais Selat Singapura, en mandarin 新加坡海峡, Xīnjiāpō Hǎixiá, est un détroit d'Asie du Sud-Est de 114 kilomètres de longueur pour 23 kilomètres de largeur moyenne, situé à l'extrémité orientale du détroit de Malacca et débouchant sur la mer de Chine méridionale à l'est. Pulau Ujong, qui forme l'essentiel du territoire de Singapour, et l'extrémité de la péninsule Malaise se trouvent au nord du détroit et les îles Riau en Indonésie au sud. Ce détroit abrite le Keppel Harbour (en) et plusieurs petites îles. Offrant un passage en eaux profondes pour le port de Singapour, le trafic maritime y est très important. Elle est l'une des zones les plus touchées par la piraterie en mer de Chine.

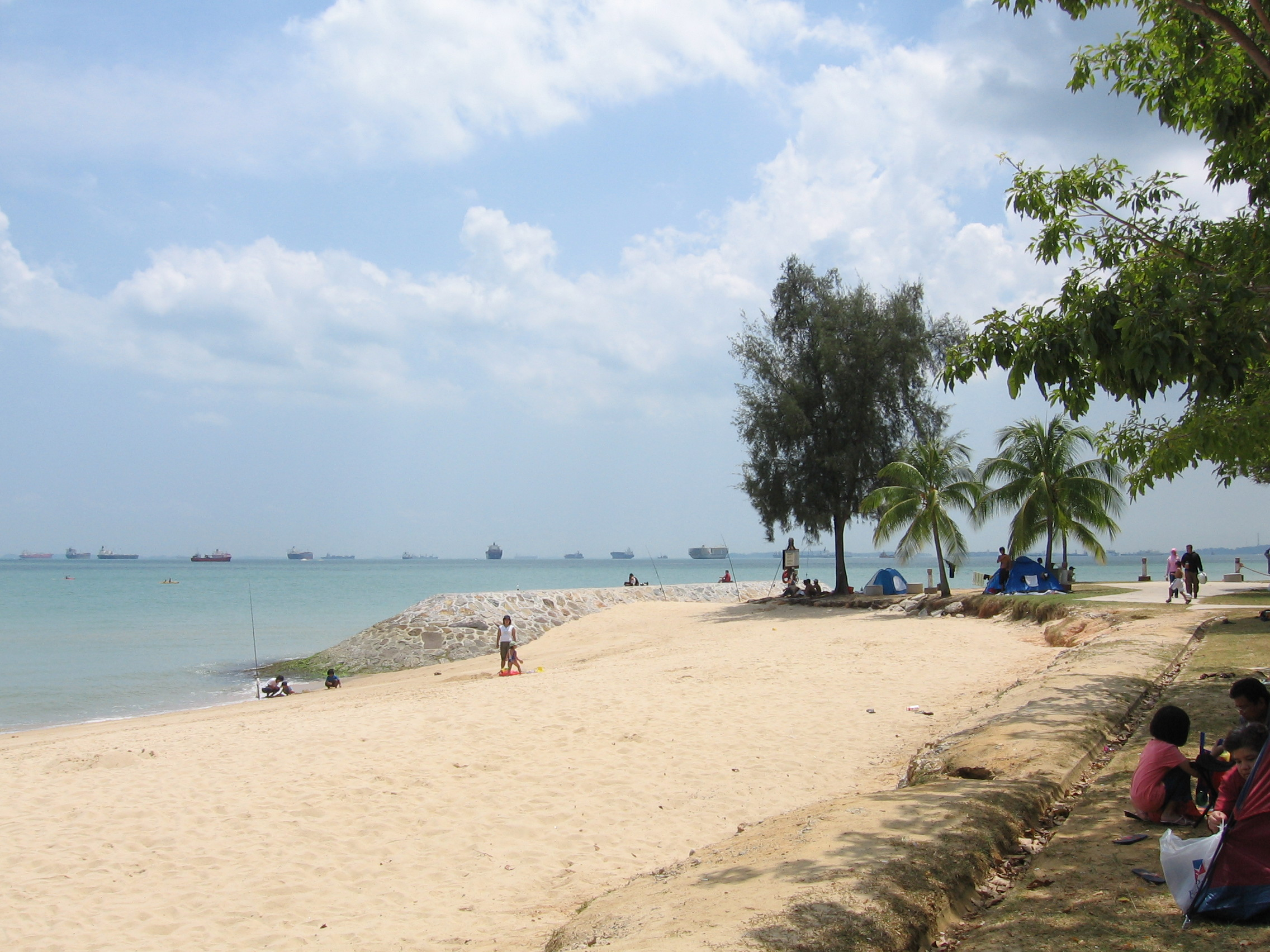
Le détroit de Singapour vue de l'East Coast Park, à Singapour.

## Géographie
L'Organisation hydrographique internationale définit les limites du détroit de Singapour de la façon suivante :
- À l’ouest : Une ligne joignant le tanjung Piai (1° 15′ 57″ N, 103° 30′ 37″ E), l’extrémité méridionale de la péninsule malaise et l'îlot Iyu Kecil (The Brothers 1° 11′ 26″ N, 103° 21′ 09″ E), et de là jusqu’à l'île (pulau) Karimun Kecil (1° 09′ 57″ N, 103° 23′ 19″ E).

- À l’est : Une ligne joignant le tanjung Penyusop (1° 22′ 12″ N, 104° 16′ 59″ E), la pointe sud-est de Johore Beach, à travers Horsburgh Reef jusqu’à pulau Koka (1° 13′ 37″ N, 104° 35′ 06″ E), l’extrémité nord-est de l’île (pulau) Bintan.

- Au nord : Les rivages méridionaux de l’île de Singapour, les hauts fonds de Johore et la côte sud-est de la péninsule malaise.

- Au sud : Une ligne joignant l’île de Karimun Kecil jusqu’à pulau  Pemping  (1° 06′ 30″ N, 103° 47′ 30″ E), de là le long des côtes nord-est des îles (pulau) Batam et Bintan jusqu’à pulau Koka  (1° 13′ 37″ N, 104° 35′ 06″ E).

## Navigation
Le sud du détroit est parsemé de petits îlots rocheux rendant la navigation très difficile.